# Gottfried Olearius
Gottfried Olearius (Halle (Saale), 1 de janeiro de 1604 – Halle (Saale), 20 de fevereiro de 1685) foi um filólogo, teólogo evangélico e cronista alemão. Filho de Johannes Olearius (1546–1623) e irmão do também teólogo Johannes Olearius (1611-1684).

## Obras
- Halygraphia Topo-Chronologica, Das ist: Ort- und Zeit-Beschreibung der Stadt Hall in Sachsen: Aus Alten und Neuen Geschichtschreibern/ gedruckten und geschriebenen Verzeichnissen/ sampt eigenen viel Jährigen Anmerckungen … zusammen getragen … und nebst in Kupffer gebrachten Grund- und Seit-Riß/ auch nothwendigen Registern/ verfertiget / von Gottfrido Oleario, D. Superintendente, OberPfarrern/ und des Gymnasii Inspectore daselbst…, Wittigau, Leipzig 1667 4°
- Halygraphia aucta & continuata: Orts- und Zeit-Beschreibung Der Stadt Hall in Sachsen/ Vermehret und biß an das itzt lauffende 1679. Jahr erweitert / durch Gottfridum Olearium, D. Zu Ende ist als nützlicher Anhang beygefüget/ Ernesti Brotuffii, Des berühmten alten Historiographi Jm Jahr 1554. verfaßte/ und zuvor niemals gedruckte Chronica von den SaltzBornen und Erbauung der Stadt Hall; ex Museo Possessoris avtographi, M. Joh. Gottfr. Olearii, Hübner, Salfeld, Halle 1679 4°
- De Principio Rerum Naturalium, ex mente Heracliti Physici, Cognomento Skoteinu, Exercitatio. Lipsiae 1697, Edição Online da Biblioteca Nacional da Saxônia e da Biblioteca da Universidade de Dresden
- Bibliotheca scriptorvm ecclesiasticorvm (1711)
- Observationes sacrae ad Evangelium Matthaei
- Homileticae Dispositiones plusquam Septingentae Ad Catechismum Lutheri, Cum Praefatione Isagogico-Exegetico Historica, 1699
- Ad Viri Doctissimi Leonis Allatii De Scriptis Socratis Dialogum Exercitatio, 1696
- Ideae Dispositionum Biblicarum ... / 5 ... Libris Apostolicis, a Matthaei Evangelio, ad Johannis Apocalypsin, Singulis per Singula capita Homiliis, Disponendis, explicandis, applicandis & Christo ... 1681